# Georgskommende Münster

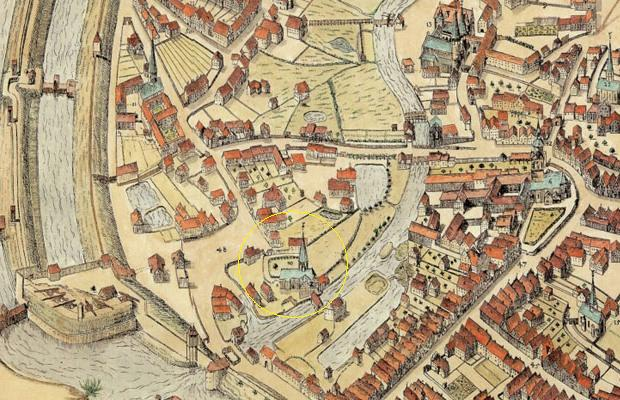
Everhard Alerdinck: Vogelschau-Plan der Stadt Münster (1636, Ausschnitt): gelb umrandet die Georgskommende des Deutschen Ordens mit Kirche, Konvents- und Wirtschaftsgebäuden; links oben das Fraterhaus der Brüder vom Gemeinsamen Leben, rechts oben St. Petri, rechts die Pfarrkirche St. Aegidii (1821 eingestürzt und abgerissen, heute Aegidiimarkt), rechts unten die Klosterkirche der Kapuziner, die nach 1821 Pfarrkirche der Ägidiengemeinde wurde und seitdem St. Ägidii heißt

Die Georgskommende war eine Kommende des Deutschen Ordens in Münster. Die Niederlassung des Ordens entstand im 13. Jahrhundert und war spätestens seit dem 14. Jahrhundert Sitz des Landkomturs für die Ballei Westfalen. Diesen musste sie seit dem 16. Jahrhundert mit der Kommende Mülheim teilen und es kam 1618 endgültig zum Zusammenschluss beider Einrichtungen. Die formell fortbestehende Kommende Münster wurde 1809 aufgehoben.

## Geschichte
Der Deutsche Orden verfügte bereits 1238 über Zehnteinkünfte in Münster. Bischof Ludolf von Holte gab dem Orden 1247 Grundstücke für den Bau einer Kirche. Die Kirche war dem heiligen Georg geweiht. Danach wurde auch die gesamte Einrichtung als St.-Georgs-Kommende bezeichnet. Aus dem folgenden Jahr stammt die erste bekannte Erwähnung eines Komturs. Seit 1324 war sie Sitz des Landkomturs für die Ballei Westfalen. Im 13. Jahrhundert und erneut in der zweiten Hälfte des 15. Jahrhunderts entwickelte sich die Kommende zur reichsten ihrer Art in Westfalen.
Im Mittelalter verfügte die Kommende über den Status der Immunität. Die Gebäude des Ordens lagen in einem abgeschlossenen Bereich innerhalb der Stadtmauern. Neben der Kirche gehörten dazu das eigentliche Haus der Kommende, ein Verwaltungsgebäude und zwei Mühlen.
Der ersten Kirche folgte auf dem Höhepunkt des Reichtums der Kommende 1444 der Bau einer zweischiffigen, vierjochigen neuen Kirche aus Backstein. Diese verfügte über Kreuzgewölbe und einen Chor mit polygonalem Abschluss. Der Bau war immerhin fast 37 m lang und 12,64 m breit. Ein Neubau des Kommendenhauses erfolgte unter dem Komtur Rab Dietrich Overlacker im Jahr 1605.
Seit dem 16. Jahrhundert kam es aus unterschiedlichen Ursachen zu einer Verarmung. Dazu beigetragen haben kriegerische Wirren und die Unruhen im Zusammenhang mit den Täufern. Bereits erstmals 1473 wurde die Kommende mit der in Mülheim an der Möhne vereinigt. Seit 1544 war Mülheim dann neben Münster Sitz des Landkomturs. Der Zusammenschluss mit Mülheim wurde 1618 endgültig festgeschrieben.
Weiter verschlechterte sich die wirtschaftliche Lage während des Dreißigjährigen Krieges. Vielfach verließen Bauern und Pächter der Kommende ihre Höfe, weil sie die Kontributionen der verschiedenen Kriegsparteien nicht mehr tragen konnten. Damit gingen der Kommende Einkünfte verloren. Hinzu kam, dass seit dem späten 16. Jahrhundert die Bischöfe von Münster und die Bürger der Stadt die Immunität der Kommende in Frage stellten. Damit wurde die Einrichtung mit hohen Steuerforderungen konfrontiert. Unter dem Landkomtur Augustin Oswald von Lichtenstein verbesserte sich die Situation zeitweise. Durch den Beschuss der Stadt Münster durch Bischof Christoph Bernhard von Galen 1658 erlitt die Kommende starke Schäden. Dasselbe gilt für die Auseinandersetzungen von 1661/62. Die Schulden waren so hoch, dass sie bis zur Auflösung der Kommende nicht mehr abgetragen werden konnten. Komtur Wilhelm von Plettenberg ließ das stark beschädigte Kommendengebäude 1698/99 umbauen.
Die Kommende in Münster stand seit dem 17. Jahrhundert trotz des formalen Weiterbestehens meist unter der Verwaltung von Bürgerlichen. Eine gewisse wirtschaftliche Erholung fand im 18. Jahrhundert bis zum Siebenjährigen Krieg statt. Aus dem 18. Jahrhundert stammte auch ein Kalvarienberg im Süden der Kirche. Im Jahr 1809 wurde die Kommende aufgehoben. Nach der Aufhebung wurde die Kommende als Proviantamt benutzt. Die Reste wurden 1943 beziehungsweise 1945 völlig zerstört. Bis 1953 wurden alle noch vorhandenen Ruinen abgebrochen.

## Komture
- Lubert Bischopinck (um 1435)
- Heinrich von Bodelschwing (1494–1533)
- Heinrich Brunstering (1528–1559)
- Neveling von der Recke (1562–1591)
- Georg von Hanxleden (1593–1605)